# Ferrari 125 C
La 125 C è un'autovettura monoposto da competizione prodotta dalla Ferrari nel 1947 in un solo esemplare.

## Il contesto

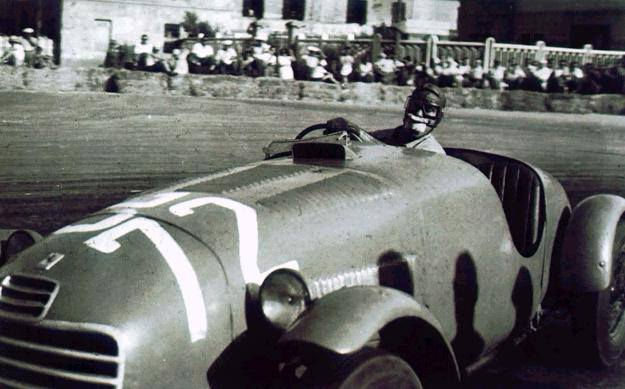
Circuito di Forlì Tazio Nuvolari sulla Ferrari 125 C

Il modello traeva origine dalla 125 S, che fu costruita dalla Ferrari in due esemplari nello stesso anno di produzione della “125 C”. Rispetto alla vettura antenata vennero modificati lievemente il motore ed il cambio. I mutamenti più importanti furono però operati sulla carrozzeria. Quest'ultima era infatti costruita in modo tale da aver la possibilità di togliere i parafanghi ed i fanali, con relativo impianto elettrico, che rendeva il modello adatto a partecipare alle competizioni nella categoria monoposto. Durante le gare era inoltre possibile posizionare un rivestimento che ricopriva il posto del passeggero. Il modello era fornito di un telaio leggero e resistente.
La sigla numerica nel nome del modello era collegata alle caratteristiche del motore; più precisamente richiamava la cilindrata unitaria, cioè quella relativa ad un solo cilindro, che era circa di 125 cm³. La lettera “C” invece significava “Corsa” o “Competizione”.

## Le competizioni
Le due vittorie più importanti del modello, entrambe conseguite nel 1947, furono al Gran Premio di Roma con alla guida Franco Cortese e la Coppa Arcangeli Gran Premio "Circuito di Forlì" vinta da Tazio Nuvolari

## Caratteristiche tecniche
Il motore era un V12 a 60° anteriore e longitudinale. L'alesaggio e la corsa erano rispettivamente di 55 mm e 52,5 mm, che portavano la cilindrata totale a 1496,77 cm³. Il rapporto di compressione era di 9,5:1. La potenza massima erogata dal propulsore era di 118 CV a 6800 giri al minuto.
La distribuzione era formata da un singolo albero a camme in testa che comandava due valvole per cilindro. L'impianto d'alimentazione era fornita da tre carburatori di marca Weber e modello 30 DCF. L'accensione era singola ed il relativo impianto comprendeva due magneti. La lubrificazione era a carter umido, mentre la frizione era monodisco.
Le sospensioni anteriori erano indipendenti, con quadrilateri trasversali e balestra montata nello stesso modo, mentre quelle posteriori erano formate da un ponte rigido, balestre semiellittiche longitudinali e barra stabilizzatrice. Entrambe avevano montato ammortizzatori idraulici. I freni erano a tamburo, mentre la trasmissione era formata da un cambio a cinque rapporti più la retromarcia. Lo sterzo era a vite senza fine e settore dentato.
Il telaio era tubolare in acciaio, mentre la carrozzeria era spider a due posti con ruote scoperte.
La velocità massima raggiunta dal modello era di 210 km/h.